# Lemmus
Lemmus is een geslacht van zoogdieren uit de  familie van de Cricetidae. De wetenschappelijke naam van het geslacht werd in 1795 gepubliceerd door Johann Heinrich Friedrich Link.

## Soorten
Er worden 6 soorten in dit geslacht geplaatst:
- Lemmus amurensis Vinogradov, 1924 – Amoerlemming
- Lemmus lemmus (Linnaeus, 1758) – Berglemming
- Lemmus nigripes (F. W. True, 1894)
- Lemmus novosibiricus Vinogradov, 1924
- Lemmus sibiricus (Kerr, 1792) – Siberische lemming
- Lemmus trimucronatus Richardson, 1825 – Bruine lemming